# Robert Schotter
Robert Schotter (* 1960 in München) ist ein deutscher Drehbuchautor, Filmregisseur und Filmeditor.
Er studierte Kommunikationswissenschaft mit Schwerpunkt Sozialisationstheorien in Kommunikationsberufen. Seit 1986 arbeitet er zumeist im Bereich Wissenschaftsdoku und Infotainment.

## Filmografie (Auswahl)
- 2015: Bier, eine WeltGeschichte
- 2015: Freibeuter der Meere. (1/3): Die Korsaren. Berüchtigte Piraten vor Europas Küsten . Freibeuter der Meere. (2/3): Sir Francis Drake. Raubzüge für das British Empire
- 2014/2015: Die Barbaresken – auf der Jagd nach dem weißen Gold
- 2014: Thor Heyerdahl – Jäger des verlorenen Wissens
- 2014: Mobilität – was den Planeten bewegt
- 2013: Die Macht der Jahreszeiten
- 2013: Die Zukunft der Erde – Plünderer im Garten Eden
- 2012: Geisterschiff im Wattenmeer
- 2011: Die Schatzinsel des Robinson Crusoe
- 2010: PRIMETIME: Feuerwaffen
- 2009: GALILEO Spezial: Virenattacke
- 2008: Brainwash – die Suche nach dem verlorenen ICH
- 2007/2008: 31 Stunden Hölle – die letzte Fahrt der Deutschland
- 2006/2007: Kollision im Nebel – der Untergang der Andrea Doria
- 2005: Aufzüge
- 2003: Tropenfieber
- 1998–2001: Lachen. Sinn, Ursprung und Macht einer seltsamen Regung

## Auszeichnungen
- 2005: Ernst-Schneider-Preis der deutschen Industrie- und Handelskammer Frankfurt, Kategorie: Technik für den Film Aufzüge
- 2003: 1. Preis International Film Festival Bratislava | IFF Bratislava / Slowakei, Kategorie: Journalistic Films and Programs für den Film Tropenfieber